# پی‌تی‌سی کرئو

نمایی از Pro/ENGINEER Wildfire 2.0

نرم‌افزار کرئو (به انگلیسی: Creo) با نام قبلی پرو/انجینیر (به انگلیسی: Pro/ENGINEER) به معنی «مهندس حرفه‌ای» از جمله نرم‌افزارهای طراحی به کمک رایانه، مهندسی به کمک رایانه و ساخت به کمک رایانه است، که برای طراحی سه‌بعدی به کار می‌رود. شرکت سازندهٔ این برنامه، بنگاه فناوری پارامتری (PTC) است.
رقبای اصلی نرم‌افزار پرو/اینجینیر در بازار کتیا و ان ایکس (یونیگرافیکس) می‌باشد.

## بازنمود برنامه
نرم‌افزار Pro/ENGINEER محصول شرکت آمریکایی PTC بر اساس آخرین گزارش‌ها انتشار یافته از منابع علمی و تحقیقاتی به عنوان بهترین نرم‌افزار سری cad/cam/cae در جهان شناخته می‌شود که شرکت کوچک و بزرگ تخصصی در دنیا بر اساس نوع فعالیتشان از قسمت‌های مختلف این نرم‌افزار بهره می‌برند.
نرم‌افزار Pro/ENGINEER دارای محیط‌های تخصصی مختلفی مانند مدل‌سازی، قالبسازی، نقشه‌کشی، مونتاژ، ماشینکاری، آنالیز و… می‌باشد که تمامی این محیط‌ها به صورت پارامتریک به هم متصل می‌باشند.
در محیط‌های مدلسازی نرم‌افزار امکان مدل نمودن انواع اشکال و قطعات هندسی و غیر هندسی به روش‌های توپر (SOLID) و پوسته‌ای (SURFACE)میسر بوده و برای اینکار یکسری دستورها مدل‌سازی پایه‌ای وجود دارد و در کنار آن برای مدلسازی اشکال خاص تر می‌توان از دستورها پیشرفته نیز کمک گرفت. در ضمن برا ی مدلسازی قطعات غیر هندسی با سطوح پیچیده (FREE FORM) محیط جداگانه‌ای به نام STYLE وجود دراد و در آخر جدیدترین متد مدلسازی حرفه‌ای یعنی روش ابر نقاط نیز در محیط دیگری صورت می‌پذیرد.
در این نرم‌افزار، تمامی مدل‌ها به صورت کاملاً سه بعدی طراحی و ساخته می‌شوند و در هر زمان قابلیت ویرایش را دارند.
نخست تکه‌های مورد نیاز به گونهٔ جداگانه ساخته می‌شوند و سپس آن‌ها را در کنار هم گذاشته و تکهٔ پیچیده تری را می‌سازند.
این نرم‌افزار قابلیت مدلسازی به شیوهٔ نربز (NURBS) را دارا می‌باشد

## ویژگی‌ها
- بنا شدن مدل‌سازی در Pro/E بر اساس مدل‌سازی سه بعدی صلب (solid)، در صورتی که اکثر نرم‌افزارهای دیگر کار مدل‌سازی را تنها با استفاده از سطح‌سازی انجام می‌دهند
- تعریف شدن تمام ابعاد به صورت پارامتر در مدل ساخته شده توسط این نرم‌افزار، بدین ترتیب اگر در ساخت مدل سه بعدی رابطه‌ای بین این پارامترها وجود داشته باشد به راحتی می‌توان با تغییر یکی از این پارامترها، دیگر پارامترها یا ابعاد را تغییر داد
- اعمال خودکار کوچکترین تغییر در مدل طراحی شده در هر زمانی از مراحل تکاملی ساخت قطعه یا سیستم بر روی قسمت‌های دیگر مانند اسمبلی، نقشه دو بعدی و روی اطلاعات ساخت به صورت همزمان[۲]
- وابستگی دوسویه: یعنی اگر اندازه‌های یک بخش را بگردانیم، همهٔ بخش‌های نمونهٔ سه‌بعدی دیگر هم به همان نسبت بزرگ و کوچک می‌شوند و برعکس.
- این برنامه قابلیت کار کردن به صورت لایو با نرم‌افزار تحلیلی نظیر کامسول را دارد.
- این برنامه در سامانه‌های ویندوز، لینوکس، سولاریس کار می‌کند و پرونده‌هایی با پسوندهای زیر را می‌سازد:
  - prt.(قطعه): پسوندی برای تک تک یگان‌های ساخت
  - asm.(گروه): پسوندی برای گروه چند بخش جداگانه
  - drw.(کشیدن): پسوندی برای پرونده‌های طراحی

تمامی پسوندهای نرم‌افزارهای مهندسی در این نرم‌افزار قابل شناسایی بوده و قابلیت انتقال فایل‌ها و تبدیل به دیگر نرم‌افزارها را نیز دارا می‌باشد.
- دارای محیط ماشین کاری
- دارای تحلیل و تزریق شماتیک پلاستیک و تحلیل‌های مکانیکی و انیمیشن‌سازی (مکانیزم‌ها) و تحلیل آن‌ها در ماژورهای وابسته به خود.
- دارای ابزارهای برای ترسیم و طراحی و دسترسی آسان به ابزارهای ترسیم و ویرایش.

## تاریخچه
- ۱۹۸۵ بنیاد نهادن کارخانهٔ بنگاه فناوری پارامتری در آمریکا
- ۱۹۸۸ آشناسازی مهندس ویژه‌گر(Pro/E)
- ۱۹۸۸ سازندهٔ نامی جان دیر نخستین خریدار برنامه
- ۱۹۹۲ بنیاد فناوری پارامتری در آلمان
- ۱۹۹۳ مهندس ویژه‌گر در ویندوز ان تی
- ۲۰۰۱ هستهٔ نو برای نرم‌افزار که الگوسازی را آسان نمود
- ۲۰۰۳ نگارش نو به نام Pro/E Wildfire
- ۲۰۰۴ نگارش دوم نرم‌افزار بالا
- ۲۰۰۵ آغاز نگارش سوم Pro/E Wildfire ۳٫۰
- ۲۰۱۰ اسم نرم‌افزار به Creo Elements/Pro تغییر نام داد
- ۲۰۱۱ اسم نرم‌افزار به Creo تغییر نام داد

## کاربران
بهره‌گیری این برنامه در کارخانه‌های به نام مهندسی بسیار فراگیر است و در صنعت خودروسازی، مهندسی مکانیک و دیگر جاها از آن بهره می‌برند. نامی‌ترین کارخانه‌هایی که کالاهایشان را با این نرم‌افزار می‌سازند زیمنس، فراری، تویوتا، آئودی، بویینگ، فولکس‌واگن، جان دیر و… هستند.

## سازنده‌ها
یک نرم‌افزار Pro/E دارای سازنده‌های گوناگون است و بسته به نیازهای کارخانه این بسته‌های نرم‌افزاری ویژه خریداری می‌شوند. برای نمونه یک کارخانه که با لوله‌کشی سر و کار دارد یا یک کارخانه خودروسازی، سازنده‌های متفاوتی را برای طراحی نیاز دارند که بسته به نیازها آن‌ها را برمی‌گزینند. بسته‌ها و سازنده‌های بسیار گوناگونی برای ساخته شده که می‌توان آن‌ها را در وبگاه نرم‌افزار یافت.

## نگارش‌ها

محیط نرم‌افزار Creo 1.0

- Pro/ENGINEER R۱٫۰ (Autofact 1987 premier) - ۱۹۸۷
- Pro/ENGINEER R۸٫۰–۱۹۹۱
- Pro/ENGINEER R۹٫۰–۱۹۹۲
- Pro/ENGINEER R۱۰٫۰–۱۹۹۳
- Pro/ENGINEER R۱۱٫۰–۱۹۹۳
- Pro/ENGINEER R۱۲٫۰–۱۹۹۳
- Pro/ENGINEER R۱۳٫۰–۱۹۹۴
- Pro/ENGINEER R۱۴٫۰–۱۹۹۴
- Pro/ENGINEER R۱۵٫۰–۱۹۹۵
- Pro/ENGINEER R۱۶٫۰–۱۹۹۶
- Pro/ENGINEER R۱۷٫۰–۱۹۹۷
- Pro/ENGINEER R۱۸٫۰–۱۹۹۷
- Pro/ENGINEER R۱۹٫۰–۱۹۹۸
- Pro/ENGINEER R۲۰٫۰–۱۹۹۸
- Pro/ENGINEER R۲۰۰۰i - ۱۹۹۹
- Pro/ENGINEER R۲۰۰۰i2 - ۲۰۰۰
- ۲۰۰۱ - Pro/ENGINEER R۲۰۰۱
- ۲۰۰۲ - Pro/ENGINEER Wildfire R۱٫۰
- Pro/ENGINEER Wildfire R۲٫۰–۲۰۰۴
- Pro/ENGINEER Wildfire R۳٫۰–۲۰۰۶
- Pro/ENGINEER Wildfire R۴٫۰–۲۰۰۸
- Pro/ENGINEER Wildfire R۵٫۰–۲۰۰۹
- (M065) Creo Elements/Pro R۵٫۰–۲۰۱۰
- Creo R۱٫۰–۲۰۱۱
- Creo R۲٫۰–۲۰۱۲
- (M080) Creo R۲٫۰–۲۰۱۳
- (M090) Creo R۲٫۰–۲۰۱۳
- Creo R۳٫۰–۲۰۱۴
- Creo R۴٫۰–۲۰۱۵
- Creo R۵٫۰–۲۰۱۸
- Creo R۶٫۰–۲۰۱۹
- Creo R۷٫۰–۲۰۲۰
- Creo R۸٫۰–۲۰۲۱
- Creo R۹٫۰–۲۰۲۲